# Radostice (Borovany)
Radostice (německy Radostitz) jsou vesnice, část města Borovany v okrese České Budějovice v Jihočeském kraji z oblasti Novohradského podhůří. Etnograficky patří do subregionu Doudlebsko, který je součástí regionu Povltaví. Nachází se asi 2,5 kilometru západně od Borovan. Vesnicí protéká Trocnovský potok.

## Historie
První písemná zmínka o vesnici pochází z roku 1385. Osada náležela nejprve drobným šlechtickým rodům, Vladykům ze Dvorce a dalším. Z Radostic pravděpodobně pocházel Jan z Radostic, který v roce 1415 přivěsil pečeť ke stížnému listu české šlechty proti upálení mistra Jana Husa. Od roku 1436 patřila ves k majetku Komařických z Komařic. V roce 1483 ji získává vyšebrodský klášter. Jan ze Šontálu však uplatnil dědická práva po Komařických a roku 1549 Radostice vykoupil. Po Janově smrti držela vesnici Eliška Častolárová z Dlouhé vsi, manželka Petra Kořenského, která ji v roce 1575 prodala Vilémovi z Rožmberka. Radostice pak připadly ke třeboňskému panství, s nímž sdílely osudy i majitele až do poloviny 19. století. Petr Vok z Rožmberka udělil roku 1610 zdejším sedlákům právo odúmrti, které umožňovalo volně odkazovat majetek a přenechal jim také správu sirotčích peněz. Na jedné z radostických usedlostí sídlil na přelomu 16. a 17. století Jiří Stašek z Cidliny, který pocházel z nepříliš zámožného šlechtického rodu.

### Období po třicetileté válce
Během třicetileté války byla polovina vsi vypálena. Nové usedlosti se poté stavěly v zadních částech parcel, čímž došlo ke značnému zvětšení návsi. Ves tvořilo 25 poddanských statků a 2 mlýny. Tento počet byl neměnný od středověku do zániku feudálního zřízení prakticky beze změn. Roku 1850 se z Radostic stala samostatná politická obec, počet obyvatel postupně vzrostl až na 379 v roce 1910. Především zásluhou učitele Václava Makovce z Ledenic a radostického starosty Tomáše Smolíka vznikl roku 1895 aktivní sbor dobrovolných hasičů, který zde dodnes působí a je významným nositelem kultury v obci.

### 20. století
Počátkem dvacátého století zde býval výčep piva a lihovin, dva malé krámky a kovář, v roce 1911 zde zahájil činnost Spořitelní a záložní spolek pro Radostice, Záluží a okolí. Za první republiky se v obci často hrálo ochotnické divadlo, roku 1926 byla otevřena obecní knihovna a roku 1930 zaveden elektrický proud.

### Hudba, písně a lidové tance
Z hudebního hlediska spadaly Radostice do české jihozápadní oblasti dudácké. Díky národopisci Karlu Hlubučkovi, který byl velkým propagátorem doudlebské kultury, známe jména posledních dudáků i písně které složili. Mezi ně patřil dudák Čupita, autor tesklivějších písní, například Jestli se ti má panenko někdy aspoň zdá, který žil v Radosticích.

## Přírodní poměry
Radostice se nachází jeden kilometr východně od Trocnova, 2,5 kilometru severovýchodně od Borovan a tři kilometry jižně od Ledenic. Geomorfologicky je oblast součástí Novohradského podhůří, konkrétně podcelku Stropnické pahorkatiny a jejího okrsku Strážkovické pahorkatiny. Nejvyšší bod je Stašek na severu katastrálního území, kde se nachází vysílač. Ze severu Radosticemi protékají Trocnovský a Radostický potok. Oba na území Radostic pramení a oba také ústí pod vsí do řeky Stropnice. Na Radostickém potoku se jižně od vsi rozkládá rybník Pražan, někdy také uváděn jako Nový rybník, u něhož se každoročně pořádá Bitva o Slamburk.

## Obyvatelstvo
| Rok       | 1840 | 1869 | 1880 | 1890 | 1900 | 1910 | 1921 | 1930 | 1950 | 1961 | 1970 | 1980 | 1991 | 2001 | 2011 | 2021 |
| --------- | ---- | ---- | ---- | ---- | ---- | ---- | ---- | ---- | ---- | ---- | ---- | ---- | ---- | ---- | ---- | ---- |
| Obyvatelé | 237  | 268  | 324  | 314  | 357  | 379  | 378  | 364  | 309  | 267  | 226  | 209  | 171  | 170  | 226  | 250  |
| Domy      | 38   | 48   | 56   | 56   | 56   | 61   | 63   | 69   | 78   | —    | 69   | 65   | 80   | 89   | 96   | 95   |

## Obecní správa
V letech 1850–1910 spadaly Radostice jako samostatná obec do okresu Budějovice, mezi lety 1921–1930 opět jako obec do okresu České Budějovice, od roku 1950 byly Radostice obcí v okrese Trhové Sviny. Mezi lety 1961 a 1975 byly částí obce Trocnov v okrese České Budějovice. Od 1. července 1975 jsou Radostice částí města Borovany v okrese České Budějovice. V letech 1850–1922 k obci patřil Trocnov.

## Doprava

### Železniční a autobusová doprava

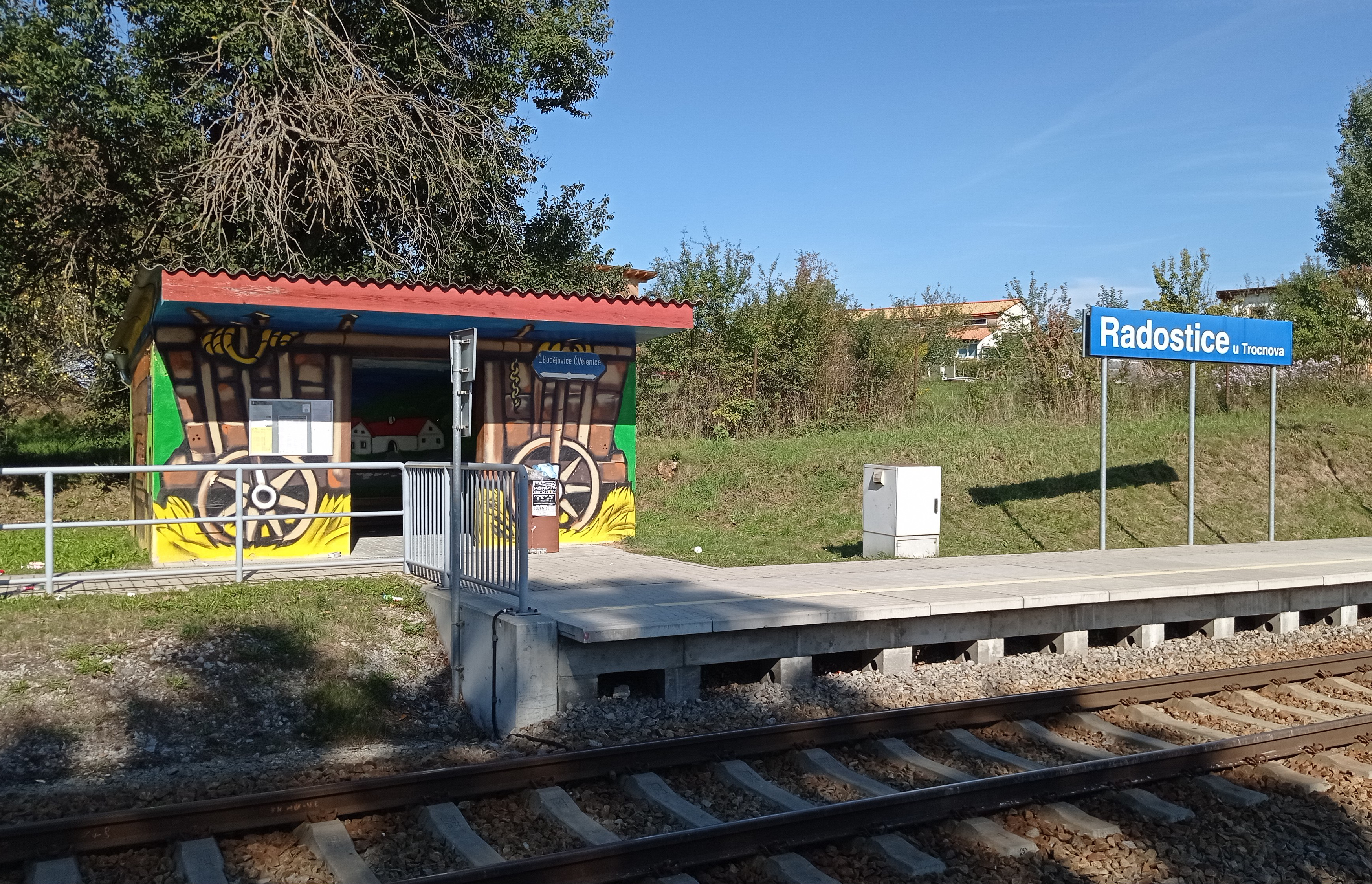
Železniční zastávka Radostice u Trocnova

Prochází tudy železniční trať České Budějovice – Gmünd, na které je zřízena zastávka Radostice u Trocnova. V letech 2006-2010 probíhala elektrifikace soustavou 25 kV 50 Hz AC. Elektrický provoz v úseku České Budějovice - Nové Hrady, tedy i v úseku přes zastávku Radostice u Trocnova byl zahájen 18. ledna 2009. Vesnicí vede silnice III. třídy č. 13422, která ze severu ústí v silnici II. třídy č. II/155, jež vede z Třeboně do Horního Třebonína.

### Cyklotrasy
Cyklisti mohou přijet po dvou cyklotrasách. Od Trocnova vede cyklotrasa č. 1121 Kamenný Újezd - Borovany, která za Trocnovem ústí v cyklotrasu Novohradsko-Doudlebsko a na druhé straně u Borovan v cyklotrasu č. 1050 Nové Hrady - Borovany. Druhá se jmenuje Na kole okolo Bor(ůvk)ovan. Jde o nenáročný okruh dlouhý 26 kilometrů vhodný také pro děti. Po celé cyklotrase jsou umístěná razítková stanoviště: Borovanský mlýn, Památník Jana Žižky z Trocnova, Radostice, Vrcov, Hluboká u Borovan, Třebeč a Park exotických zvířat Dvorec.

## Kultura

### Masopust
Radostický masopust se koná každý rok v období zhruba čtyřicet dní před Velikonocemi a chodí zde takzvaná Trhovosvinenská masopustní koleda, respektive koleda doudlebská, někdy též zelená nebo růžičková koleda. Ta je složena z 12 mládenců. V Radosticích se za tuto koledu řadí masky a průvod uzavírá unikátní dámská slaměná koleda. Celý průvod pak chodí po domech s muzikou, tančí a zpívá.

#### Růžičková koleda
Koledu vede Matka s cepem, špičatým slaměným kloboukem, ve střapatém obleku se zvonečky a rolničkami. Další střapáči jsou Moučný v bílém obleku. Dále pokračuje Rybníkář se sekerou a velkou slaměnou kabelou a Žid s placatým slaměným kloboukem. Za koledu promlouvají Rychtář a Hejtman, kteří mají šerpu přes tělo. Rychtář drží právo feruli, na které mu hospodář dává koledu. Hejtman nese halapartnu, na jejímž bodci je uzené maso nebo koblihy, které vykoledoval. Koledníci jsou oblečeni formálně v bílých košilích a tmavých oblecích se šerpou v národních barvách. Na hlavách mají vysoké klobouky s 365 barevnými růžičkami podle počtu dní v roce, s pěti větvičkami jalovce coby trnovou korunou a rudými a bílými růžemi jako Kristovy rány.

#### Slaměná koleda
Dámská slaměná koleda je radostickým unikátem. Děvčata mají barevné košile a slaměné klobouky zdobené stuhami v národních barvách a řadí se podle výšky. Stejně jako u růžičkové koledy je vede Matka zvaná Caperda. Ta se u hospodářů dovolí, zda do jeho domu smí vstoupit koleda. Dále dává pokyn hudbě a zatáčí kolečko. Z něj pak vystupuje Rychtářka v bílém oblečení a Hejtmanka v černém, které jsou mluvčími a zvou na večerní merendu.

## Pamětihodnosti
- Kaplička svaté Anny a sloupková zvonička u budovy bývalé školy
- Bývalá škola s historizujícími fasádami a prvky secese. Objekt léta chátrající bývalé školy byl zrekonstruován a roku 1994 předán Speciálně-pedagogickému centru pro sluchově postižené z Českých Budějovic jako rekreační zařízení[20]
- Kříž před školní budovou, který dal roku 1910 vztyčit Jan Šimek
- Lidová architektura z 19. století, například západně od návsi usedlosti čp. 3, 5, 9, 10, 12, 14, 15, 37 a 66. Na východní straně čp. 23, 26, na jižním konci čp. 28 a další.
- Křížek na severu vesnice
- Pomník padlým ve světové válce, odhalený roku 1920. Na podstavci jsou verše složené Eduardem Šimkem, rodákem z Ostrolovského Újezda[21]

## Osobnosti

### Rodáci
- Jan Šnejd (1872–?), kněz, rektor budějovického semináře a spisovatel

### Významné osobnosti
- Alena Vránová (* 1932), česká herečka. Matka Františka Stašková pocházela z Radostic. Sama zde na přelomu 30. a 40. let pobývala u příbuzných a navštěvovala školu ve Strážkovicích a Ledenicích.[22]
- Bohuslav Petřík, učitel, roku 1927 jmenován čestným občanem

## Zajímavosti
- V katastrálním území Radostice u Trocnova leží i část obce Borovany, kde se nachází Nový hřbitov Borovany.
- Radostice jsou několikrát zmiňovány prvorepublikovým četníkem z Borovan Václavem Šrolem v knize Četnické humoresky z Borovan.[23]

## Fotogalerie

Radostice
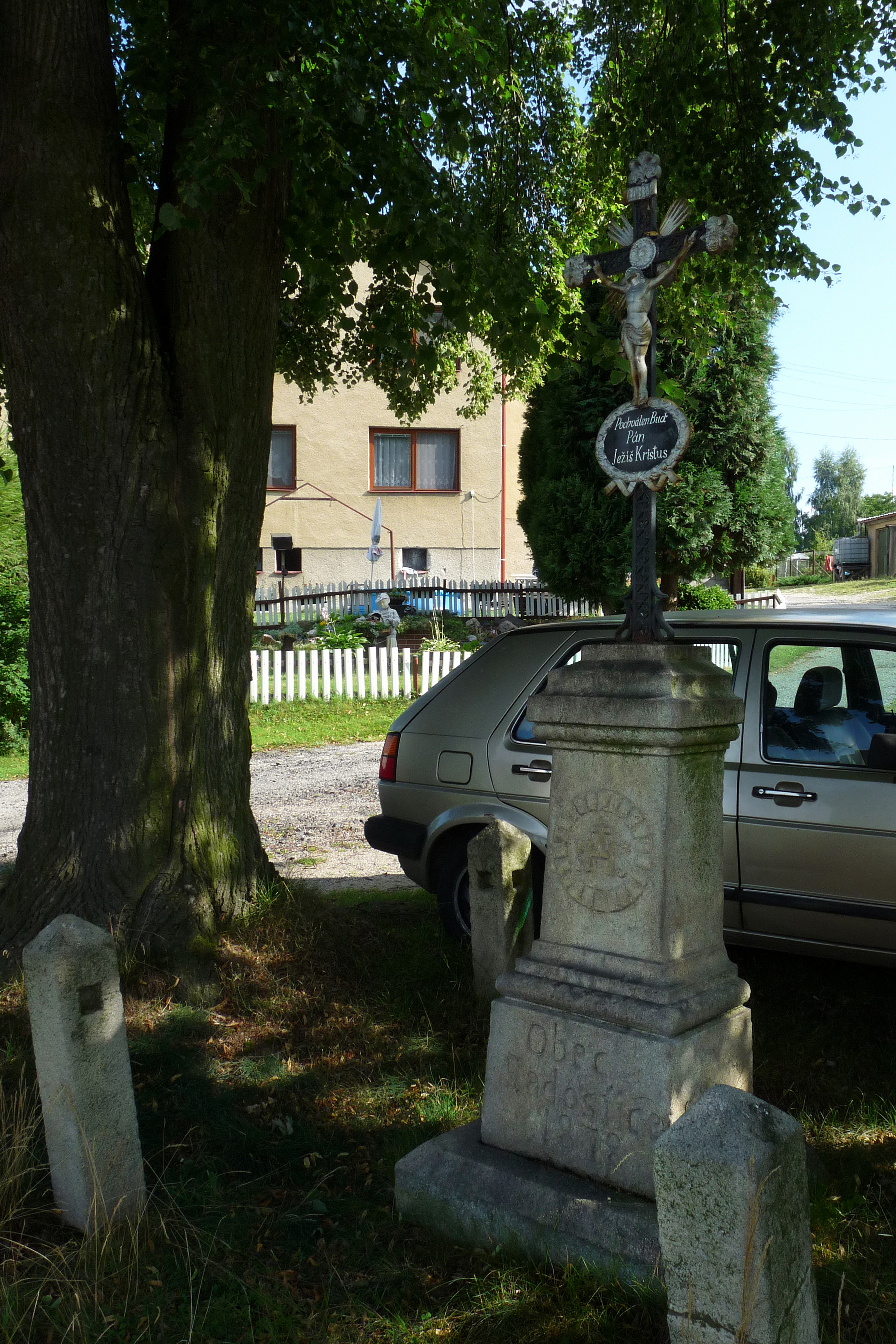
Křížek ve vsi
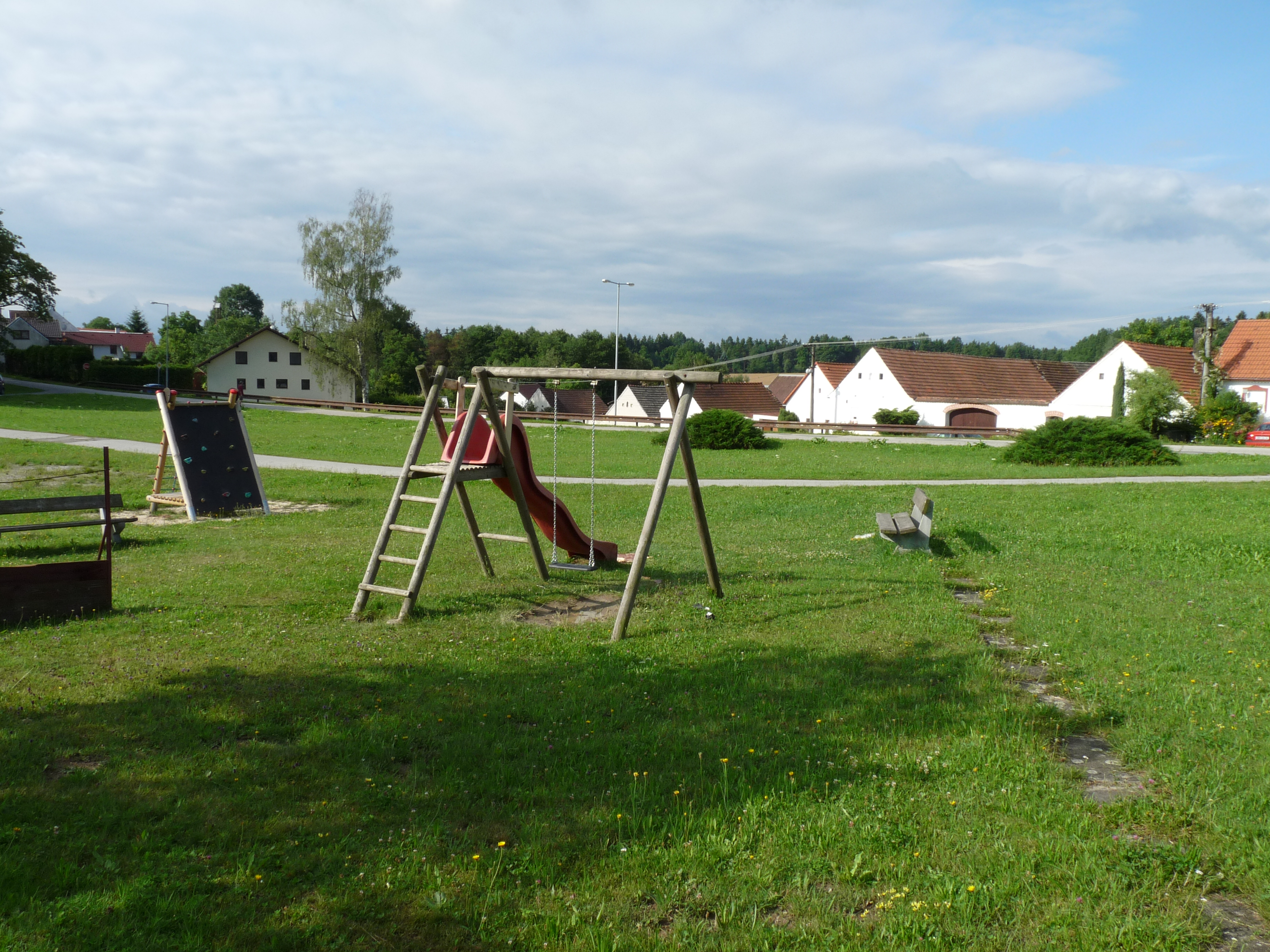
Hřiště
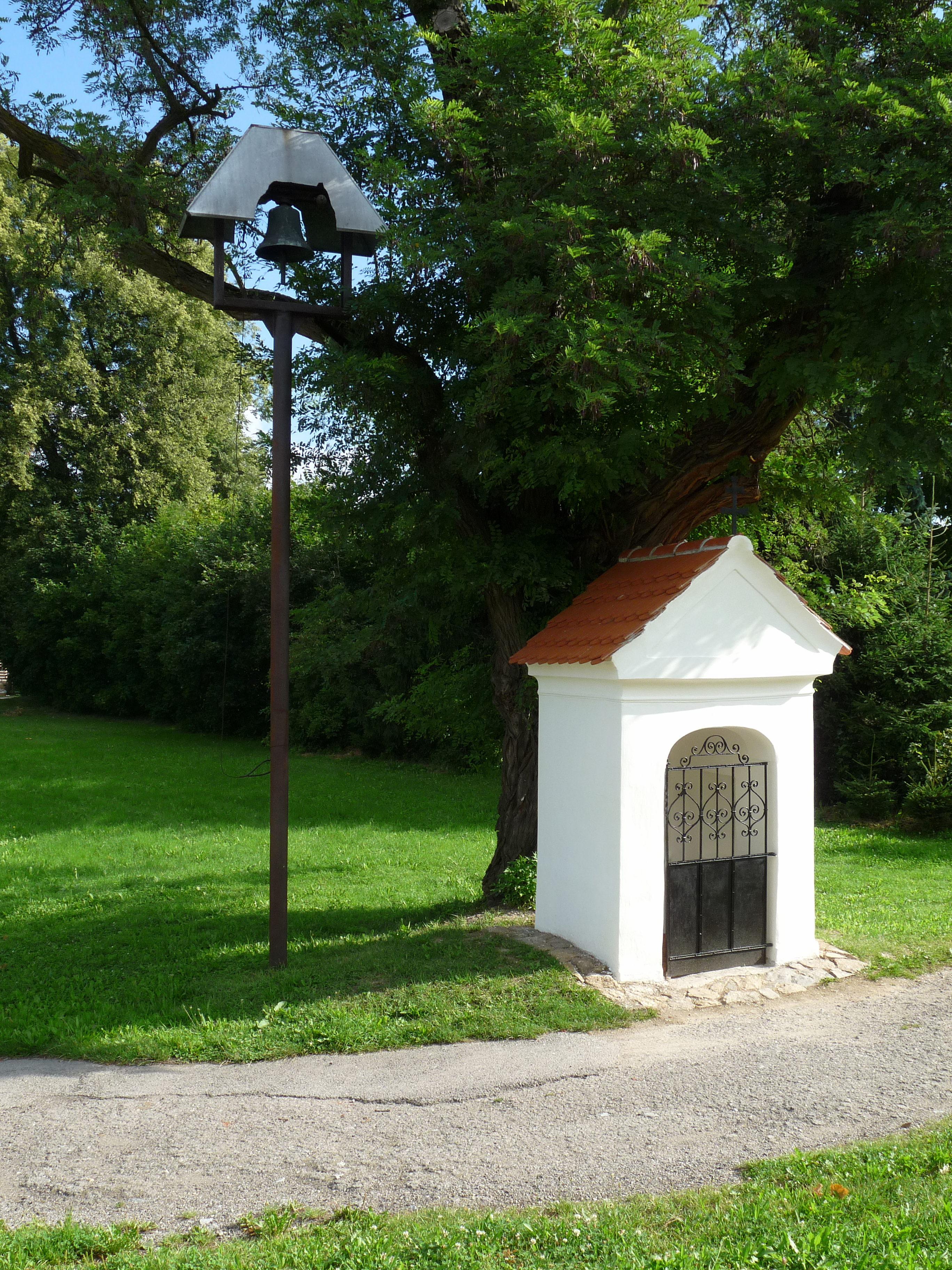
Kaplička
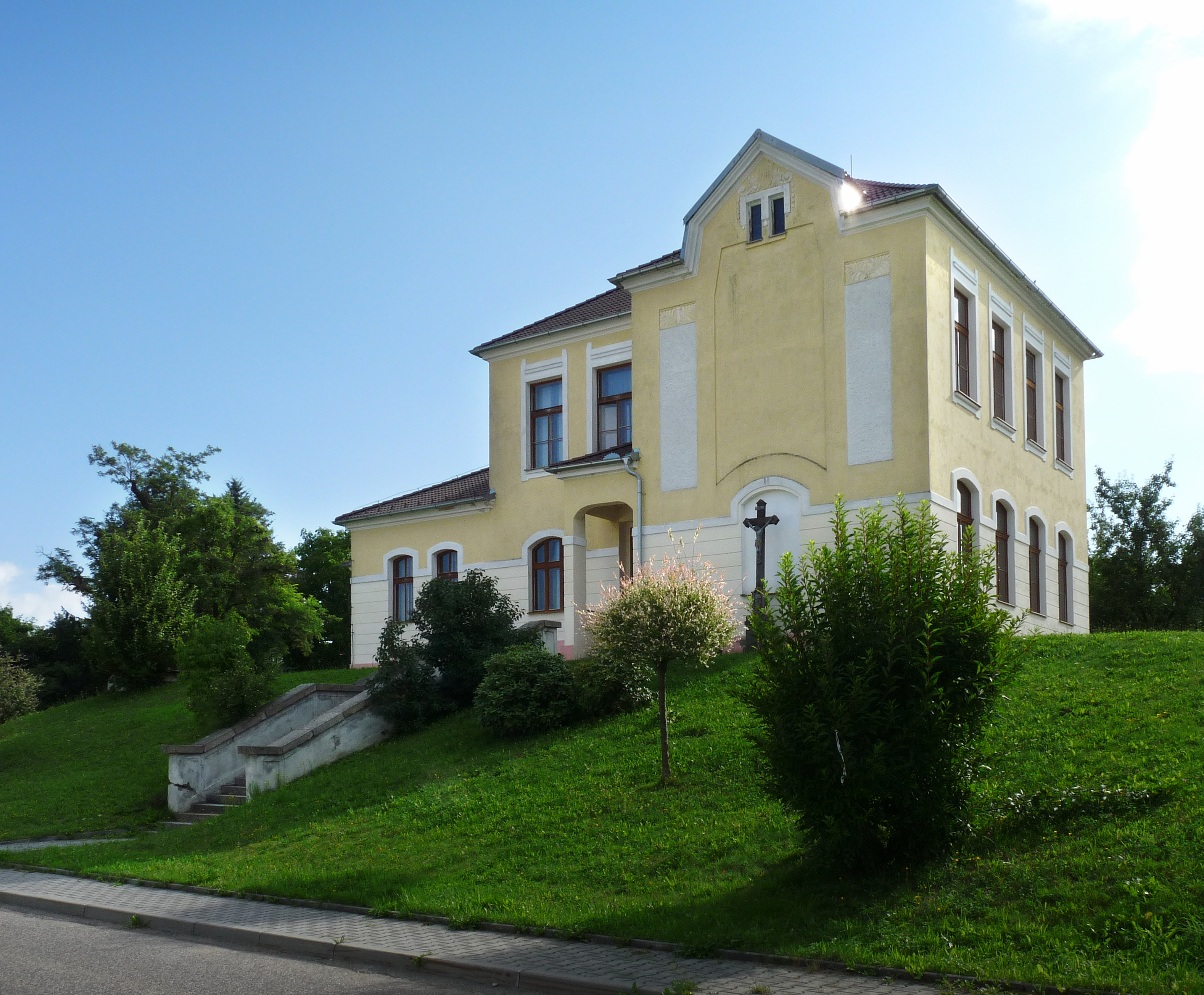
Bývalá škola
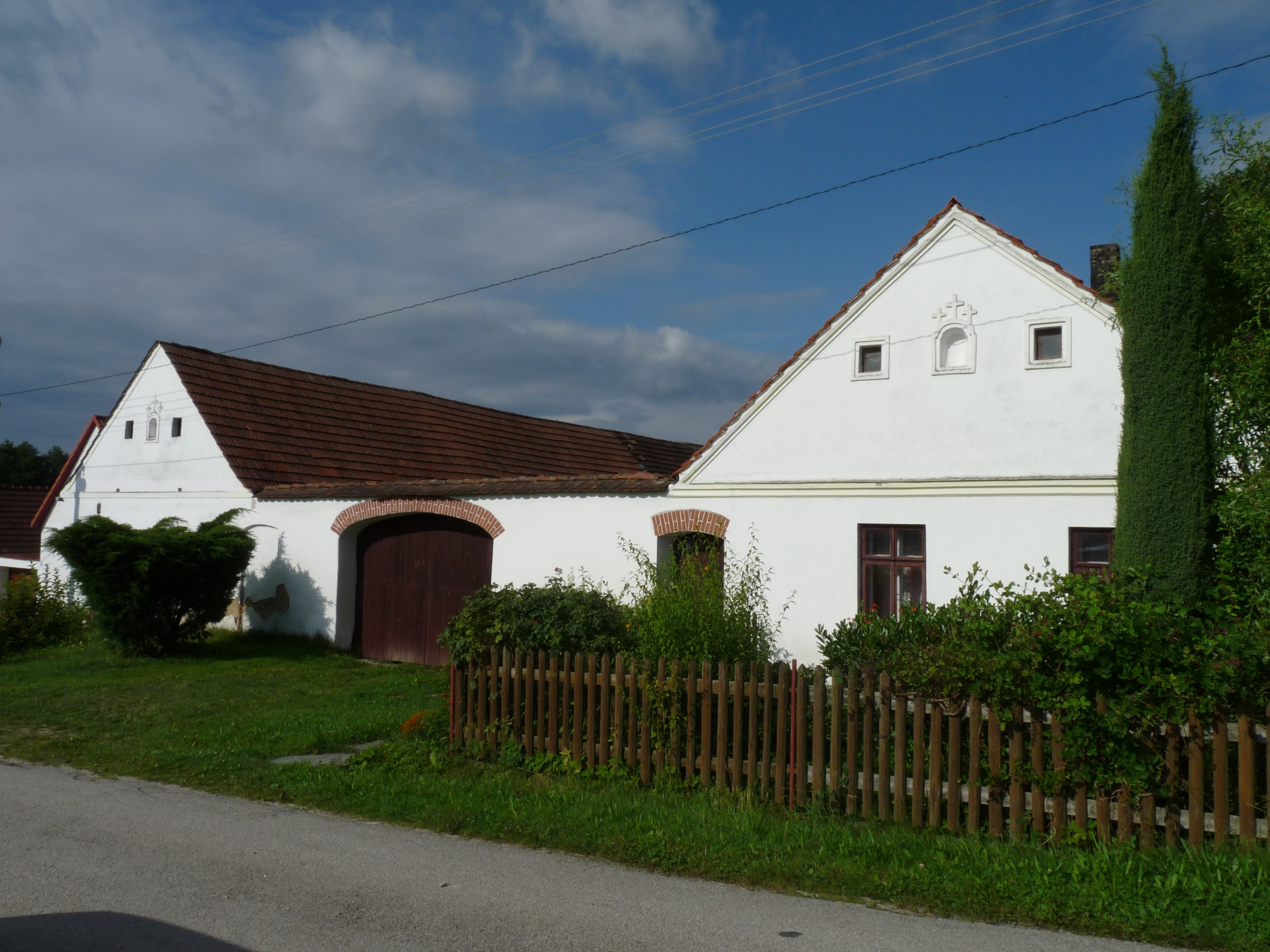
Stavení čp. 11
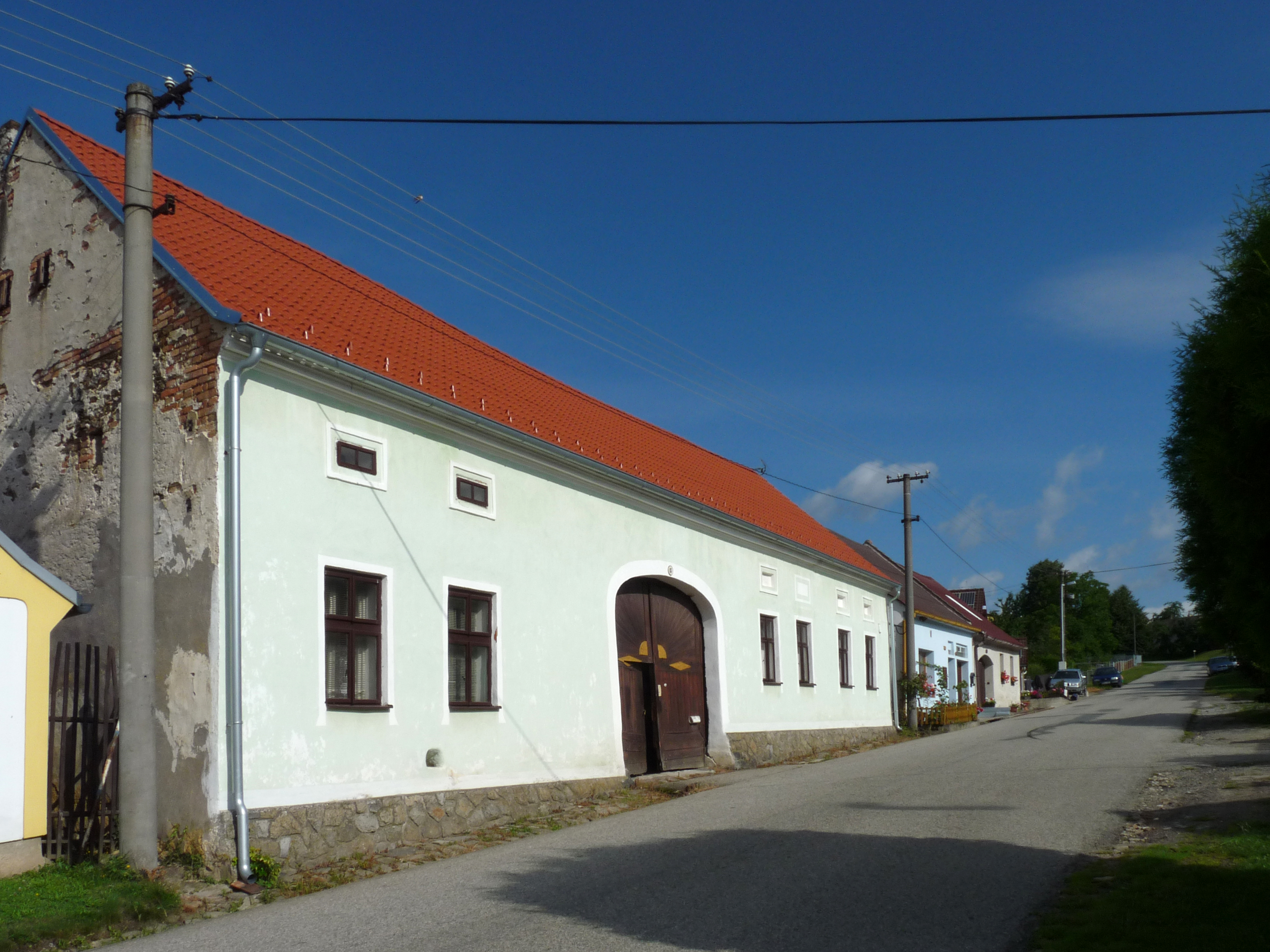
Dům čp. 15
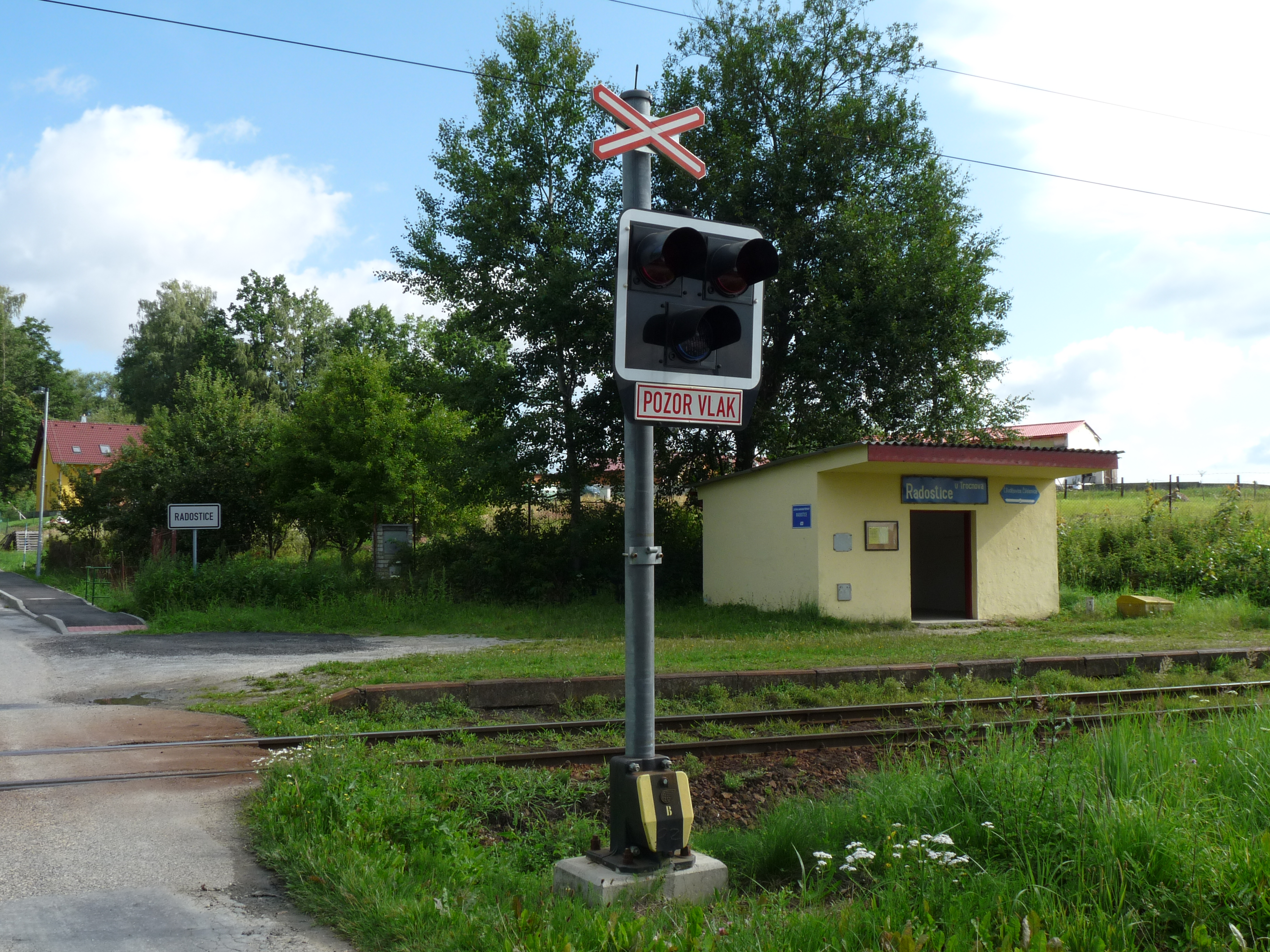
Železniční zastávka
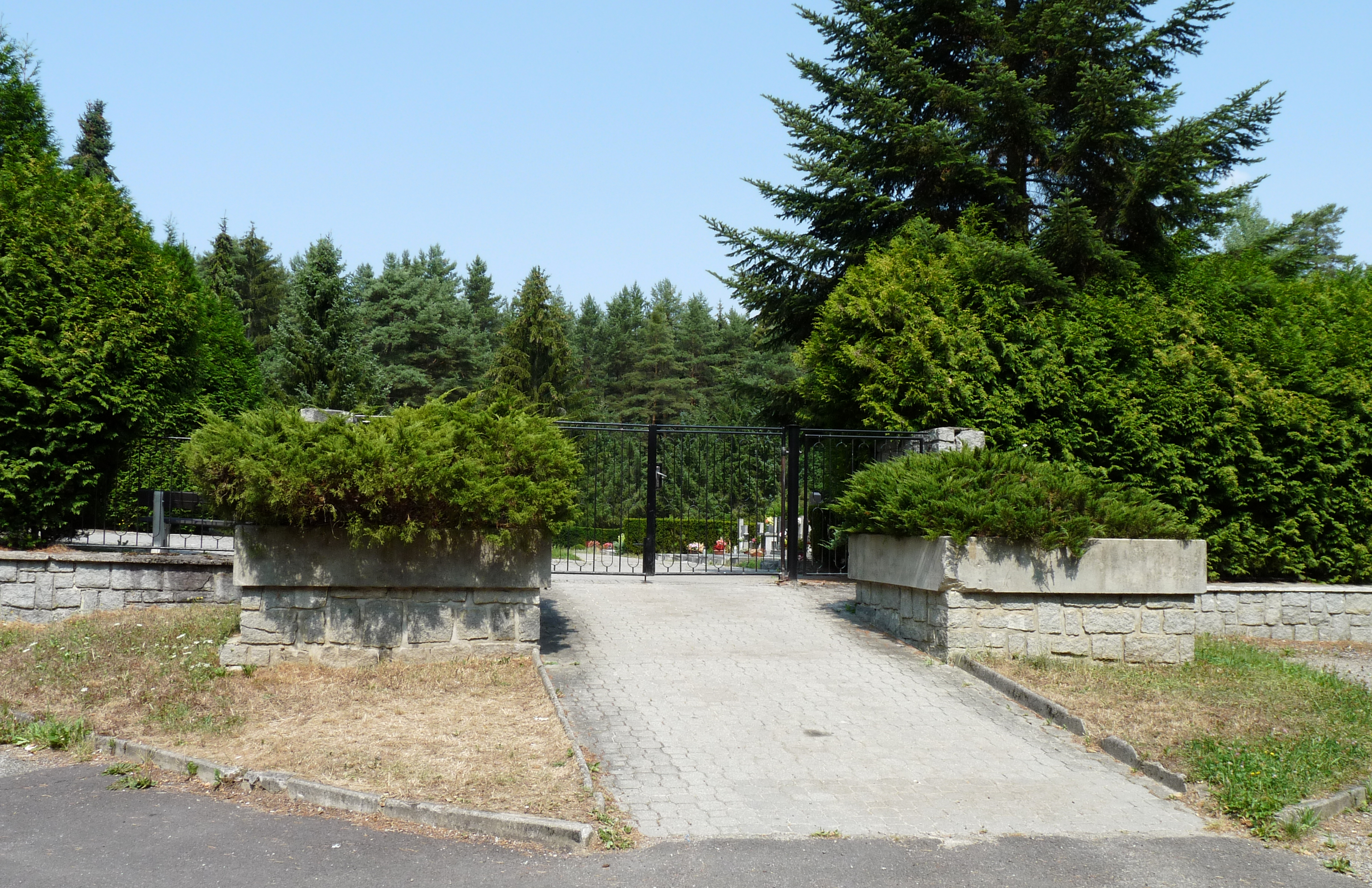
Hřbitov